# Jacky Courtillat
Jacques "Jacky" Courtillat, född 8 januari 1943 i Melun, är en fransk före detta fäktare.
Courtillat blev olympisk bronsmedaljör i florett vid sommarspelen 1964 i Tokyo.